# Station Jumet-Brûlotte
Station Jumet-Brûlotte was een spoorwegstation langs spoorlijn 119, spoorlijn 119A en spoorlijn 121 in de deelgemeente Jumet van de Belgische stad Charleroi.
Charleroi-Central · 
Charleroi-Nord · 
Charleroi-Ouest · 
Charleroi-Sud-Quai · 
Charleroi-Ville-Haute · 
Couillet · 
 Couillet-Montignies · 
Dampremy · 
Gosselies · 
Goutroux · 
Jumet-Brûlotte · 
La Planche ·
La Villette ·
Lodelinsart · 
Lodelinsart-Ouest · 
Marchienne-au-Pont · 
Marchienne-Est · 
Marchienne-Zône · 
Marcinelle · 
Marcinelle-Haies · 
Monceau · 
Monceau-Usines · 
Montignies-Formation · 
Montignies-Neuville · 
Montignies-sur-Sambre · 
Mont-sur-Marchienne · 
Ransart · 
Roux
0,0: Châtelet ·
2,9: Gilly-Sart-Allet ·
3,7: Gilly-Sart-Culpart ·
7,1: Hamendes ·
9,0: Houbois ·
10,1: Jumet-Brûlotte ·
10,9: Malavée ·
11,8: Chef-Lieu ·
12,9: La Carosse ·
13,9: Gosselies ·
15,4: Thiméon ·
17,4: Viesville ·
21,0: Luttre
0,0: Jumet-Brûlotte ·
0,5: Chemin-Puissant ·
2,0: Lodelinsart-Ouest ·
2,7: Bougnou ·
3,2: Docherie-Bierraux ·
4,8: Marchienne-Est
0,0: Lambusart ·
3,1: Le Vieux Campinaire ·
6,0: Ransart ·
10,0: Masses-Diarbois ·
13,4: Houbois ·
14,5: Jumet-Brûlotte ·
15,3: Malavée ·
16,8: Sart-les-Moines ·
18,0: Wilbeauroux